# Інон Цур
Іно́н Цур (англ. Inon Zur) — відомий композитор і музичний продюсер. Пише музику для комп'ютерних ігор, кінофільмів і телебачення.

## Біографія
Інон Цур народився 4 липня 1965 року в Ізраїлі. Музикою почав займатися в ранньому дитинстві. Перший досвід — гра на фортепіано та валторні. В 1990 році переїхав до США. Учився в школі Dick Grove School of Music і Каліфорнійському університеті Лос-Анджелеса (англ. University of California, Los Angeles). З 1997 року займається написанням музики для ігор.

## Твори

### Фільми
- Yellow Lotus (1994)
- Turbo: A Power Rangers Movie[en] (1997)
- Casper: A Spirited Beginning[en] (1997)
- Rusty: A Dog's Tale[en] (1998)
- Няня (1999)
- Final Descent (2000)
- Escaflowne: The Movie[en] (2000) — English version
- St. Patrick: The Irish Legend (2000)
- Power Rangers in 3D: Triple Force (2000)
- Au Pair II[en] (2001)

### Телебачення
- Valley of the Dolls[en] (1994)
- Big Bad Beetleborgs[en] (1996)
- Beetleborgs Metallix[en] (1997)
- Power Rangers: Turbo[en] (1997)
- Mystic Knights of Tir Na Nog[en] (1998)
- Power Rangers in Space[en] (1998)
- Big Guy and Rusty the Boy Robot[en] (1999)
- Power Rangers Lost Galaxy[en] (1999)
- Escaflowne (2000) — anime series (English version)
- Power Rangers Lightspeed Rescue[en] (2000)
- State of Grace[en] (2001)
- Digimon (2001)
- Power Rangers: Time Force[en] (2001)
- Extra (2002)
- The Bachelor[en] (2002)
- Jericho (2006) — webisode series
- Та, що говорить з привидами (2007) — webisode series
- Iron Man (2007) — webisode series

### Комп'ютерні ігри
- Star Trek: Klingon Academy[en] (2000)
- Star Trek: New Worlds[en] (2000)
- Star Trek: Starfleet Command II: Empires at War[en] (2000)
- Fallout Tactics: Brotherhood of Steel (2001)
- Baldur's Gate II: Throne of Bhaal (2001)
- Star Trek: Starfleet Command: Orion Pirates[en] (2001)
- Icewind Dale II (2002)
- War and Peace: 1796–1815[en] (2002)
- Run Like Hell[en] (2002)
- Lionheart: Legacy of the Crusader (2003)
- SOCOM II: U.S. Navy SEALs[en] (2003)
- Champions of Norrath[en] (2004)
- Syberia II (2004)
- Crusader Kings (2004)
- Combat: Task Force 121 (2004)
- Shadow Ops: Red Mercury[en] (2004)
- Men of Valor (2004)
- Champions: Return to Arms[en] (2005)
- Warhammer 40,000: Dawn of War - Winter Assault (2005)
- Prince of Persia: The Two Thrones (2005)
- Gauntlet: Seven Sorrows[en] (2005)
- Twisted Metal: Head On[en] (2005)
- Pirates of the Caribbean: The Legend of Jack Sparrow (2006)
- Warhammer 40,000: Dawn of War - Dark Crusade (2006)
- Lineage II: Chronicle V: Oath of Blood (2006)
- EverQuest II: Echoes of Faydwer[en] (2006)
- Exteel[en] (2007)
- Naruto: Rise of a Ninja (2007)
- Company of Heroes: Opposing Fronts[en] (2007)
- EverQuest II: Rise of Kunark[en] (2007)
- Crysis (2007)
- EverQuest II: The Shadow Odyssey[en] (2008)
- Naruto: The Broken Bond (2008)
- Warhammer 40,000: Dawn of War - Soulstorm (2008)
- Fallout 3 (2008)
- Prince of Persia (2008) (2008)
- Dragon Age: Origins (2009)
- James Cameron's Avatar: The Game (2009) — версія для Nintendo DS
- Fallout: New Vegas (2010)
- Ace Combat: Joint Assault[en] (2010)
- Dragon Age II (2011)
- EverQuest II: Sentinel's Fate (TBA)
- TERA (TBA)
- EverQuest: Underfoot (TBA)
- The Elder Scrolls: Blades (2018)
- Starfield (2023)

## Нагороди
| Рік  | Нагорода                                           | Номінація                                        | Праця                                       | Результат    |
| ---- | -------------------------------------------------- | ------------------------------------------------ | ------------------------------------------- | ------------ |
| 1997 | Telly Award                                        | Найвища оцінка                                   | Power Rangers: Turbo                        | Нагороджений |
| 2002 | Game Audio Network Guild                           | Музика року                                      | Icewind Dale II                             | Номінований  |
| 2003 | Game Audio Network Guild                           | Найкращий оригінальний інструментальний фіналіст | SOCOM II: U.S. Navy SEALs                   | Номінований  |
| 2004 | Game Audio Network Guild                           | Найкраща оригінальна інструментальна музика      | Men of Valor                                | Нагороджений |
| 2004 | Game Audio Network Guild                           | Найкраще «живе» виконання                        | Men of Valor                                | Номінований  |
| 2004 | Game Audio Network Guild                           | Найкращий альбом оригінального саундтреку        | Men of Valor                                | Номінований  |
| 2004 | Game Audio Network Guild                           | Найкращий альбом оригінального саундтреку        | Shadow Ops: Red Mercury                     | Номінований  |
| 2006 | Canadian Awards for the Electronic & Animated Arts | Вища оцінка оригінальної музики                  | Warhammer 40,000: Dawn of War: Dark Crusade | Номінований  |
| 2007 | IGN Best of 2007 Awards                            | Вища оригінальна оцінка (PC)                     | Crysis                                      | Друге місце  |
| 2008 | Британська академія телебачення та кіномистецтва   | Вища оригінальна оцінка                          | Fallout 3                                   | Номінований  |
| 2008 | Spike Video Game Awards                            | Вища оригінальна оцінка                          | Fallout 3                                   | Номінований  |
| 2008 | Golden Joystick Award                              | Саундтрек року                                   | Fallout 3                                   | Номінований  |
| 2008 | Game Audio Network Guild                           | Найкращий оригінальний вокал — хор               | Prince of Persia (2008)                     | Номінований  |
| 2008 | Game Audio Network Guild                           | Найкраща оригінальна інструментальна музика      | Prince of Persia (2008)                     | Номінований  |
| 2008 | IGN Best of 2008 Awards                            | Вища оригінальна оцінка                          | Prince of Persia (2008)                     | Номінований  |
| 2009 | Hollywood Music In Media Award                     | Найкраща оригінальна пісня — відеогра            | Dragon Age: Origins                         | Нагороджений |